# Berjou
Berjou és un municipi francès situat al departament de l'Orne i a la regió de Normandia. L'any 2007 tenia 475 habitants.

## Demografia

### Població
El 2007 la població de fet de Berjou era de 475 persones. Hi havia 180 famílies de les quals 40 eren unipersonals (24 homes vivint sols i 16 dones vivint soles), 64 parelles sense fills, 68 parelles amb fills i 8 famílies monoparentals amb fills.
La població ha evolucionat segons el següent gràfic:
Habitants censats

### Habitatges
El 2007 hi havia 225 habitatges, 184 eren l'habitatge principal de la família, 29 eren segones residències i 12 estaven desocupats. 220 eren cases i 4 eren apartaments. Dels 184 habitatges principals, 157 estaven ocupats pels seus propietaris, 26 estaven llogats i ocupats pels llogaters i 1 estava cedit a títol gratuït; 9 tenien dues cambres, 28 en tenien tres, 67 en tenien quatre i 80 en tenien cinc o més. 143 habitatges disposaven pel capbaix d'una plaça de pàrquing. A 79 habitatges hi havia un automòbil i a 91 n'hi havia dos o més.

### Piràmide de població
La piràmide de població per edats i sexe el 2009 era:
| Homes | Edats   | Dones |
| ----- | ------- | ----- |
| 0     | 95 o +  | 0     |
| 0     | 90 a 94 | 0     |
| 4     | 85 a 89 | 0     |
| 4     | 80 a 84 | 0     |
| 4     | 75 a 79 | 20    |
| 8     | 70 a 74 | 8     |
| 28    | 65 a 69 | 20    |
| 12    | 60 a 64 | 12    |
| 8     | 55 a 59 | 20    |
| 8     | 50 a 54 | 4     |
| 20    | 45 a 49 | 16    |
| 28    | 40 a 44 | 8     |
| 16    | 35 a 39 | 36    |
| 24    | 30 a 34 | 8     |
| 12    | 25 a 29 | 12    |
| 16    | 20 a 24 | 8     |
| 24    | 15 a 19 | 16    |
| 16    | 10 a 14 | 20    |
| 28    | 5 a 9   | 12    |
| 20    | 0 a 4   | 8     |

## Economia
El 2007 la població en edat de treballar era de 287 persones, 199 eren actives i 88 eren inactives. De les 199 persones actives 177 estaven ocupades (103 homes i 74 dones) i 22 estaven aturades (8 homes i 14 dones). De les 88 persones inactives 40 estaven jubilades, 27 estaven estudiant i 21 estaven classificades com a «altres inactius».

### Ingressos
El 2009 a Berjou hi havia 187 unitats fiscals que integraven 481,5 persones, la mediana anual d'ingressos fiscals per persona era de 16.347 €.

### Activitats econòmiques
Dels 8 establiments que hi havia el 2007, 1 era d'una empresa alimentària, 1 d'una empresa de construcció, 2 d'empreses de comerç i reparació d'automòbils, 2 d'empreses de serveis i 2 d'empreses classificades com a «altres activitats de serveis».
L'únic servei als particulars que hi havia el 2009 era una empresa de construcció.
L'únic establiment comercial que hi havia el 2009 era una fleca.
L'any 2000 a Berjou hi havia 20 explotacions agrícoles que ocupaven un total de 516 hectàrees.

## Equipaments sanitaris i escolars
El 2009 hi havia una escola elemental integrada dins d'un grup escolar amb les comunes properes formant una escola dispersa.

## Poblacions més properes
El següent diagrama mostra les poblacions més properes.